# يعقوب الشراح
يعقوب الشراح (1944 - 18 يوليو 2018) هو أكاديميٌ وكاتبٌ صحفيٌ كويتي. كان وكيلًا مساعدًا لوزارة التربية الكويتية، والأمين العام المساعد للمركز العربي لتأليف وترجمة العلوم الصحية التابع لمجلس وزراء الصحة العرب بجامعة الدول العربية. نشر عددًا من المؤلفات والدراسات والمقالات.

## حياته
وُلد يعقوب أحمد الشراح عام 1944 م في مدينة الكويت. حصل على شهادة الثانوية العامة من ثانوية الشويخ عام 1964 م، ثم درجة البكالوريوس في العلوم البيولوجية عام 1969 م من ولاية إلينوي في الولايات المتحدة، ليعمل بعدها مُدرسًا لعلم الأحياء في ثانوية الشويخ. حصل بعدها على درجة الماجستير في مناهج وطرق تدريس العلوم من جامعة ليدز في إنجلترا عام 1977 م، ثم درجة الدكتوراة في التربية البيئية من جامعة عين شمس عام 1984 م.
تنقل بين عددٍ من المناصب، حيث شغل منصب الوكيل المساعد للتعليم الخاص في وزارة التربية الكويتية عام 1988 م، ثم الوكيل المساعدة للتعليم الخاص والعام في 1991 م، ثم الوكيل المساعد للمناهج عام 1992 م. كما انتدب للعمل أمينًا عامًا مساعدًا للمركز العربي لتأليف وترجمة العلوم الصحية التابع لمجلس وزراء الصحة العرب بجامعة الدول العربية عام 1994م، وشغل أيضًا منصب رئيس مجلس الإدارة والعضو المنتدب للشركة الكويتية للصناعات الدوائية عام 2009 م.
كان أيضًا عضوًا في مجلس إدارة جمعية المعلمين الكويتية ومجلس الجمعية الخيرية للتضامن الاجتماعي.

## مؤلفاته
نشر يعقوب الشراح عددًا من المؤلفات والدراسات والمقالات، وحكمَّ عددًا من الدراسات العلمية. تتضمن مؤلفاته:
- «التربية البيئية»، صدر عن مؤسسة الكويت للتقدم العلمي عام 1986 م.
- «العدوان العراقي على البيئة الكويتية»، صدر عن المركز التربوي الكويتي عام 1991 م.
- «التعريب في مجال التعليم العام والعالي بدولة الكويت»، صدر عن المركز العربي للتعريب والترجمة والتأليف والنشر عام 1998 م.
- «أضواء على الأحداث»، صدر ضمن منشورات ذات السلاسل عام 1999 م.
- مقالة «تعريب التعليم في نهايات القرن العشرين»، في العدد 483 من مجلة العربي لعام 1999 م.
- «صدى الكلمة»، صدر عن دار الفكر الحديث عام 2000 م.
- «التربية والانتماء الوطني: تحليل ونقد»، صدر عن دار الفكر الحديث عام 2001 م.
- «التربية وأزمة التنمية البشرية»، صدر عن مكتب التربية العربي لدول الخليج عام 2002 م.[4]
- «المناهج الخفية»، صدر عام 2004 م.
- مقالة «التربية البيئية ومأزق الجنس البشري»، في العدد 3 من مجلة عالم الفكر لعام 2004 م.[5]
- «البيئة والبشر: صراع بلا حدود»، صدر عام 2006 م.
- يعقوب الشراح (2009). المعجم المفسر للطب والعلوم الصحية (بالعربية والإنجليزية) (ط. 1). مركز تعريب العلوم الصحية. ISBN:978-99906-31-82-1. QID:Q112635468.

## وفاته
تُوفي في لندن بتاريخ 14 يوليو (تموز) 2018 ميلاديًا الموافق 2 ذي القعدة 1439 هجريًا، عن عمرٍ ناهز 74 عامًا، إثر صراعٍ مع المرض. شُيعت جنازته في 18 يوليو 2018 م. نعته وزارة التربية الكويتية وعددٌ من الجهات والشخصيات الرسمية، ويقول عايد المناع: «فقدنا قبل أيام الوكيل المساعد السابق لوزارة التربية السابق والأكاديمي والكاتب الصحفي الدكتور يعقوب أحمد الشراح الذي توفي في لندن وسيوارى جثمانه الثرى بعد صلاة عصر اليوم في مقبرة الصليبيخات نسأل الله أن يتغمد الدكتور يعقوب بواسع رحمته و أن يسكنه فسيح جنانه».

## وصلات خارجية
- يعقوب الشراح على موقع أرشيف الشارخ.
- "مقالات يعقوب أحمد الشراح". العربية.نت. مؤرشف من الأصل في 2022-06-19. اطلع عليه بتاريخ 2022-06-19.